# Kalen Damessi
Kalen Damessi (Tolosa, 28 marzo 1990) è un ex calciatore togolese, di ruolo attaccante.

## Carriera

### Club
Nella stagione 2007-2008 ha giocato una partita nella quarta divisione francese con il Tolosa 2 (squadra riserve del Tolosa), con cui nel biennio seguente ha invece realizzato 2 reti in 11 presenze in quinta divisione; è poi tornato in quarta divisione, al Jura Sud, con cui ha segnato 8 reti in 17 partite di campionato nella stagione 2010-2011. Nel quadriennio seguente ha giocato nel Lilla 2 (squadra riserve del Lilla) in quinta divisione, segnando in totale 25 reti in 74 partite di campionato giocate.
Nell'estate del 2015 si è trasferito al Quevilly-Rouen: a metà stagione, dopo 5 presenze in quarta divisione, è passato ai bretoni del Concarneau, militanti nella medesima categoria, con i quali ha segnato un gol in 12 presenze conquistando una promozione in terza divisione, categoria in cui ha esordito nella stagione 2016-2017 segnando 9 reti in 25 partite di campionato giocate. Ha continuato a giocare nel Championnat National con i bretoni anche nel biennio seguente, in cui è stato autore di 5 reti in 35 partite di campionato giocate (a cui ha aggiunto anche una rete in 6 presenze in quinta divisione con la squadra riserve nel corso della stagione 2017-2018). Nella stagione 2019-2020, interrotta prematuramente per via della pandemia di Covid-19, ha segnato una rete in 6 presenze in quarta divisione con la maglia del Sedan; nell'annata successiva ha invece giocato 2 partite in quinta divisione con lo Stade Poitevin, per poi ritirarsi, all'età di 31 anni.

### Nazionale
Ha partecipato con la sua nazionale alla Coppa d'Africa del 2013.
Tra il 2012 ed il 2017 ha totalizzato complessivamente 8 presenze ed una rete nella nazionale togolese.

## Palmarès

### Club

#### Competizioni nazionali
- Championnat de France amateur: 1

Concarneau: 2015-2016